# Calliergon subsarmentosum
Calliergon subsarmentosum là một loài rêu trong họ Amblystegiaceae. Loài này được Kindb. mô tả khoa học đầu tiên năm 1909. Danh pháp khoa học của loài này chưa được làm sáng tỏ. 